# Ozola exotrigonia
Ozola exotrigonia là một loài bướm đêm trong họ Geometridae.